# Næbdyr
Næbdyret (latin: Ornithorhynchus anatinus) er et delvist vandlevende pattedyr, der lever ved østkysten af Australien og Tasmanien. Det er den eneste art i familien Ornithorhynchidae. Sammen med de fire arter af myrepindsvin udgør den de eneste nulevende dyr i ordenen kloakdyr (monotremata). Ordenen adskiller sig blandt andet fra andre pattedyr ved at være de eneste pattedyr der lægger æg.

## Udseende
Dyret ligner en besynderlig krydsning mellem en bæver, et krybdyr og en and og forskerne havde i mange år store problemer med at få dyret placeret i den rigtige orden. Dyret lever ved østkysten af Australien og på Tasmanien, det tilhører kloakdyrene (Monotremata). Kloakdyrene og dermed næbdyret har mange krybdyrlignende træk, først og fremmest det, der har givet navn til ordenen – kloakken. I modsætning til pattedyrene har kloakdyr kun en enkelt åbning bagi til afføring, urin og kønsåbning. Dyrene lægger æg, der mest ligner krybdyræg med en blød læderagtig skal. Næbdyret har herudover endnu et krybdyrlignende træk – en ekstra skulderknogle.
Men næbdyret har også pattedyrlignende træk: Det mest iøjnefaldende er pelsen. Dyrets øreknogler består af tre dele, stigbøjlen, ambolten og hammeren ligesom hos andre pattedyr. Næbdyrets underkæbe er også en stor sammenvokset knogle som er et pattedyrkarakteristikum. Herudover har kloakdyrene og dermed næbdyret mælkekirtler til die af ungerne, og de kan regulere deres kropstemperatur.
Næbdyrets nærmeste nulevende slægtning er myrepindsvinet, der findes som to slægter, langnæbbet og kortnæbbet. De lever henholdsvis på Ny Guinea og over det meste af Australien.
Næbdyrets næb består af en enkelt knogle i overkæben, der har udviklet sig i en perfekt tilpasning til dyrets levevis. Næbdyret lever ved floder og vandløb, hvor det søger efter føde på mudderbunden og bygger sin hule i skrænter. Næbbet er dækket af en meget følsom hud og er herudover udstyret med en elektrisk sans, der kan registrere føde: krebsdyr, orme, insekter og snegle i mudderet. 
Næbdyret har kun mælketænder i fosterstadiet, men de forsvinder hurtigt og bliver erstattet af hornplader. Kun en enkelt næbtand har dyret til hjælp ved klækningen og den forsvinder også igen.
Næbdyrets pels er fluorescerende.

## Giftklo
Både hunner og hanner bliver født med en klo ved deres ankler men det er kun hannernes kløer der kan producere gift. Selvom giften er kraftig nok til at kunne dræbe en hund er den ikke kraftig nok til at dræbe et menneske men er meget smertefuld. Hunnæbdyrs ankelklo har ingen funktion og falder af inden den bliver et år gammel. Da det kun er hanner der har giftkløer og da de producerer mest gift i parringssæsonen menes giftkloen at være et offensivt våben til at kunne dominere et territorium.